# Grad Školj
Grad Školj je bil grad na skalni vzpetini (oziroma školju) visoko nad reko Reko blizu kraja Famlje in blizu Škocjana pri Divači. Ruševine se nahajajo na robu Regijskega parka Škocjanske jame. V pisnih virih je prvič omenjen leta 1426, ko je bil lastnik gradu vitez Erhardus von Scolcum. Danes so od gradu ostale le razvaline.
Glede na zadnje raziskave, tehnike gradnje kažejo da je bil center gradu zgrajen približno v XIII stoletju in je služil kot manjša rezidenca za Grofe iz Devina (Italija), ki so bili na tak način bolj prisotni na območju in imeli s tem nad njim tudi boljšo kontrolo.
Lastniki gradu so bili Devinski grofje, pozneje pa njihovi dediči grofje Walsee. Po izumrtju devinske veje Walseejev leta 1483 so tukajšnje fevde podedovali avstrijski vojvode, ki so grad Školj zaupali družini Ravbar. Kozma Ravbar je po letu 1547 pričel z obsežno prezidavo prejšnje graščine. Po smrti njegove druge žene Salome iz družine Neuhaus, je še nedokončno prezidanega gradu prešel leta 1569 na družino Neuhaus oziroma Andreja Neuhausa, kar so potrdili s prenosom fevda tudi Habsburžani.
Družina Neuhaus prenovo gradu dokonča in ga ima v lasti naslednjih 100 let ter se preimenuje v »Neuhaus von Neukhoffell« oziroma »Neuhaus iz Novega Školja«
Po smrti Janeza Viljema Neuhausa (Johann Wilhelm Neuhaus) leta 1668 grad in vsa pomembna posestva kupi Janez Krstnik De Leo, ki jih da nato v najem Baronu Andreju Danijelu Mordaxu.
Baron Janez Franc Rossetti je kupil posesti od Janeza Krstnika De Leo in jih začel okoli 1675 spreminjati v udobno residenco. Ko je grad postal last barona  Rosettija. Rosettiji so v 16. stoletju grad preuredili v udobno rezidenco. Uredili so tudi cesto do Famelj.
|  |  |